# الاتحاد الجزائري للسباحة
الاتحاد الجزائري للسباحة هو الهيئة الوطنية الحاكمة لرياضة السباحة في الجزائر.